# Prick
Prick è il sesto album dei Melvins, pubblicato nel 1994 dalla Amphetamine Reptile Records. L'album venne realizzato con lo pseudonimo di Snivlem, perché la loro casa discografica (la Atlantic Records) gli aveva proibito di pubblicare qualsiasi lavoro come band col nome Melvins. L'album fu registrato principalmente per finanziare le sessioni di registrazione del successivo Stoner Witch. L'album riscosse molte critiche negative, soprattutto per la sua vena sperimentale, in netto contrasto con le linee melodiche ascoltate nel precedente Houdini.

## Tracce
Testi e musiche dei Melvins.
1. How About – 4:15
2. Rickets – 1:20
3. Pick It N' Flick It – 1:39
4. Montreal – 4:09
5. Chief Ten Beers – 6:28
6. Underground – 2:19
7. Chalk People – 1:16
8. Punch The Lion – 3:14
9. Pure Digital Silence – 1:32
10. Larry – 2:59
11. Roll Another One – 14:20

## Formazione
- Buzz Osborne - voce, chitarra
- Mark Deutrom - basso
- Dale Crover - batteria